# 格勒宁根
格勒宁根（德語：Gröningen，發音：[ˈɡʁøːnɪŋən] ⓘ）是德国萨克森-安哈尔特州伯尔德县的城市，面积59.68平方千米，2023年12月31日人口为3,525人。